# Pratoni del Vivaro
Pratoni del Vivaro is een plaats (frazione) in de Italiaanse gemeente Rocca di Papa.